# Suginami
Suginami (杉並区 Suginami-ku) er et af Tokyos 23 bydistrikter. På engelsk kalder Suginami sig selv for Suginami City.
Per 1. april 2011, havde bydistriktet et befolkningstal på 538.703, 301.277 husstande og en befolkningstæthed på 15.834,39 personer per km². Det totale areal er på 34,02 km².

## Geografi
Suginami udgør det vestligste bydistrikt i Tokyo. Nabobydistrikterne er: I øst Shibuya og Nakano; i nord Nerima; og i syd Setagaya. Mod vest grænser det op til byerne Mitaka og Musashino.
Kanda-floden passerer gennem Suginami. Zenpukuji-floden udspringer i Zenpukuji Park i det vestlige Suginami, og Myoshoji-floden udspringer i Myoshoji Park nord for Ogikubo station.
Tokyos center population ligger i Omiya 1-chome i Suginami.

## Historie
Navnet Suginami kan dateres til den tidlige Edo-periode og er en forkortet version af "Suginamiki," eller "cedertræernes allé". Navnet opstod da en baron ved navn Tadayoshi Okabe plantede en række af cedertræer, som skulle markere hans ejendom.
Bydistriktet er etableret 15. marts 1947.
I 1970 blev 40 gymnasieelever udsat for farlig smog, hvilket krævede hospitalsindlæggelse. Episoden skabte national opmærksomhed og gjorde japanerne mere bevidste om risikoen ved luftforurening.

## Steder
Følgende bydele og kvarterer udgør Suginami-ku:
|  |  | - Amanuma - Asagaya - Asagaya-Kita - Asagaya-Minami - Eifuku - Hamadayama - Hon-Amanuma - Hōnan - Horinouchi - Igusa - Imagawa - Izumi - Kami-Igusa |
|  |  | --- |

|  |  | - Kami-Takaido - Kamiogi - Kōenji - Kōenji-Kita - Kōenji-Minami - Kugayama - Matsunoki - Minami-Ogikubo - Miyamae - Momoi - Narita-Higashi - Narita-Nishi - Nishiogi-Kita |
|  |  | --- |

|  |  | - Nishiogi-Minami - Nishi-Ogikubo - Ogikubo - Ōmiya - Shimizu - Shimo-Igusa - Shimo-Takaido - Shōan - Takaido-Higashi - Takaido-Nishi - Umezato - Wada - Zenpukuji (Suginami) |
|  |  | --- |

## Økonomi

### Animationer
Flere animationsstudier findes i Suginami. Bones har hovedsæde i Igusa, mens Sunrise har hovedsæde nær Kami-Igusa Station. Bones blev etableret af tidligere medlemmer af Sunrise og medarbejderstaben i de to virksomheder hjælper ofte hinanden med projekter. Satelight studiet, som oprindeligt blev grundlagt i Sapporo, blev i 2006 relokaliseret i Asagaya. Flere mindre studier findes desuden her, i 2006 var der over 70 studier Suginami ud af Japans i alt 400.

### Øvrige virksomheder
Kommunikations- og elektronikvirksomheden Iwatsu Electric har hovedsæde i Kugayama.
Hewlett Packard Japan driver to kontorer i Suginami, henholdsvis Ogikubo kontor og Takaido kontor.
Microsoft har et afdelingskontor i Daitabashi Asahi Seimei Building i Izumi.

## Kultur
- Suginami Kokaido: Et musikhus og hjemsted for Japan Philharmonic Orchestra[1]
- Suginami Animation Museum: Et lille museum som inkluderer et screenings theater, bibliotek og et historisk overblik over japansk animation.